# 송남항
송남항(松南港)은 경상남도 남해군 미조면 송정리, 송남마을 인근에 있는 어항이다. 2002년 8월 6일 어촌정주어항으로 지정하여 관리하고 있다. 시설관리자는 남해군수이다.

## 어항 연혁
- 마을 가운데 소나무 숲이 우거져 있어 송남(松南)으로 유래되었다.

## 어항 시설
- 방파제 L=77, B=7.5m, 선착장 L=0m, B=0m, 호안 L=270, B=6m, 물량장 L=40m, B=44m

## 주요 어종
- 문어, 도다리, 메기, 숭어, 감성돔 등